# Indianisme (idéologie)

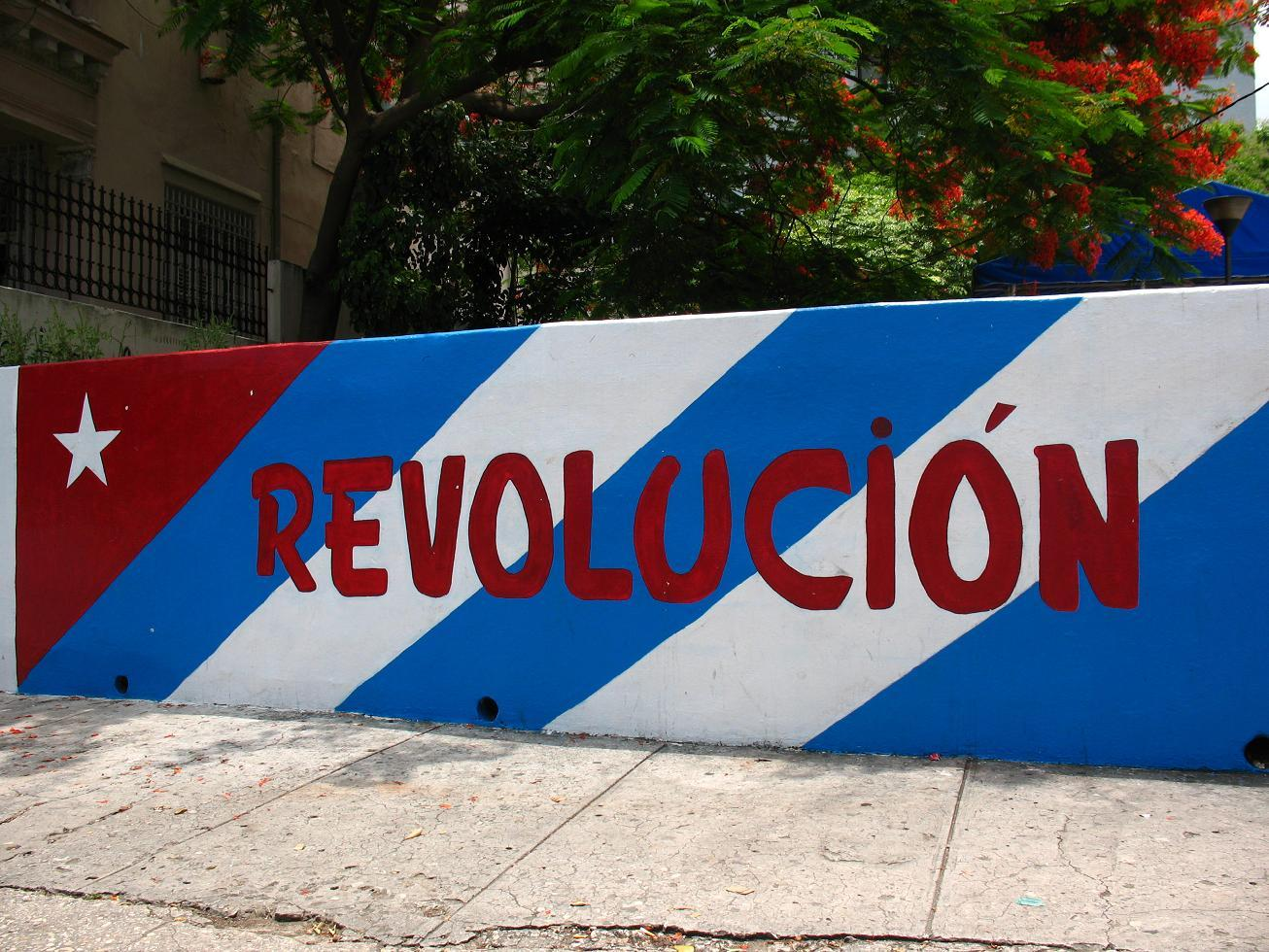
La révolution cubaine est également un événement qui participe à l'émancipation économique des pays développés

L’indianisme est une idéologie et un mouvement social qui naît en Amérique latine dans les années 1970-1980. Il a pour fondement idéologique le refus des formes héritées de la colonisation matérialisé par le contrôle économique et politique des créoles et métis. Il a aussi un héritage anticapitaliste et revendique un retour à la culture de l’époque précolombienne sous toutes ses formes.
Les bases intellectuelles de l’indianisme reposent sur la terre nourricière. Elle détermine une pratique culturelle, spirituelle (culte de Tiwanaku), un système politique organisé de manière très horizontale et reposant sur l’autorité des anciens et enfin un système économique collectivisé.
Les racines de l'indianisme remontent à des combats ponctuels au début de la colonisation. Néanmoins, l’expansion des textes marxistes dans le monde durant l’entre-deux-guerres marque le début d’une critique basée sur les systèmes d’exploitation productifs et matérialistes. Dans les années 1970 et 1980, après une période d’émancipation marquée par des innovations agraires, salariales et sociales, la critique du capitalisme se double chez les indianistes d'une critique du marxisme comme une idéologie européenne ne répondant pas aux réalités amérindiennes.
De nombreux mouvements se réclament de l’indianisme ou en font de facto parti, tels le Mouvement vers le socialisme d'Evo Morales, l'Armée Zapatiste de Libération Nationale (EZLN) au Chiapas, les Pachakutik ou encore en Amérique du Nord Idle No More. Le plus étudié est le katarisme bolivien. Ces mouvements se considèrent comme de petites nations ou petites communautés et sont organisés en fédération.
Un des aspects cardinaux de cette idéologie est sa problématisation. Elle cherche en effet à revisiter son histoire selon ses propres cadres analytiques. De plus, la singularité de ce mouvement social laisse les scientifiques occidentaux avec des lacunes essentielles. Les marxistes, d'un côté, ne saisissent pas le lien consubstantiel que les indianistes ont avec la terre, qui crée une ethnie. De l’autre, la revendication de l’identité ne va pas sans une économie partagée et sociale.
En outre, le combat indianiste est bivalent, il est à la fois critique, rejetant le capitalisme industriel et libéral mais aussi le marxisme, mais il est aussi résolument positif et créateur puisqu'il vise à instaurer une certaine conception de la société en proie avec les réalités des classes paysano-indigènes.

## Historique

### De la colonisation à l'Indigénisme
La découverte et l'exploration de l'Amérique marque le début d'une période de colonisation très rude pour les autochtones. Néanmoins à l'inverse du XIXe siècle, il n'est pas question de supériorité raciale, mais de main d’œuvre et de richesse. Bartolomé de Las Casas, un colon espagnol, est en faveur d'une politique plus respectueuse des indigènes et respectant les conditions que l'on peut voir en Espagne. Néanmoins, les indigènes sont perçus comme des sauvages, avec un caractère d'humanité comme l'avait dit le pape en 1537 « sunt vero homines ». Cette conception permet aux colons d'envisager une colonisation civilisatrice. La conséquence est la création d'une tripartition de la société indigène. Selon Delphine Couveinhes-Matsumoto il est possible de recenser trois types de populations indigènes : celles ayant conservé leur culture et leurs pratiques primitives grâce à leur isolement, les colonisés maîtrisés mais ayant conservé une partie de leurs pratiques et enfin, ceux ayant adopté la culture occidentale.
La question indigène naît avec la révolution de 1825 en Amérique Latine. Cette révolution détruit la colonisation d'agents extérieurs. Elle est la revendication et aboutit à une république bourgeoise similaire à ce qui a pu se passer en France en 1789. À savoir que la bourgeoisie, qui était dominante économiquement restait une minorité politique; la révolution fait concorder la majorité économique avec celle politique. La nécessité indienne se pose comme moyen d'émancipation vis-à-vis du colon espagnol ou portugais, constituer une différence culturelle entre les deux pays. C'est pour cette raison que cette question se pose en terme exclusivement culturel, elle ne vise pas à émanciper les populations dominées économiquement par les capitalistes. La revendication culturelle permet de créer une différence vis-à-vis des Espagnols dont est issue une partie de la population. Ainsi l'indigénisme se base sur un Indien préhistorique et ses stéréotypes. Il doit permettre d'unifier la nation sous une culture commune. Ce qui aboutit à créer dès le XIXe siècle une culture littéraire et artistique nationale .
Néanmoins, l'indigénisme qui souhaite créer une nation unifiée est incompétente pour créer une émancipation des classes laborieuses. D'abord parce que les politiques indigénistes sont mises en place par une classe dominante issue d'un système économique féodal et se fondant très bien dans le moule capitaliste (cette élite, durant le XIXe siècle, étend son influence quotidiennement).
Mais également parce que poser la question en termes nationaux revient à occulter la lutte des classes. L'ouvrier est, partout dans le monde, soumis à la même domination économique. L'indigénisme vise, volontairement ou non, à occulter cette question, à rendre invisible les classes et à les fondre dans le moule national. Toutefois, à la différence des parties du monde ayant une économie industrialisée, le paysan a une condition de production particulière : il est en effet soumis à des hacienda Eduardo Galeano, Les veines ouvertes de l'Amérique latine, Pocket, 1986, qui est en réalité une féodalité qui ne dit pas son nom. Ce sont par ailleurs les indigènes qui en sont victimes. Au XIXe siècle, le paysage sociologique de l'Amérique latine est particulier, avec des composantes occidentales et des composantes propres à la région. Pour reprendre un exemple français et en comprendre l'intérêt, la politique vichyste entre 1940 et 1942 est l’acmé de la révolution nationale de Pétain, en parallèle des lois sont prises pour supprimer les syndicats et les luttes ouvrières, il s'agit "d'unifier une nation".
Le second tort lié aux Républiques qui se mettent en place, peut-être le tort dit princeps selon le point de vue marxiste, est que la source de profit de la bourgeoisie sud-américaine provient des États anciennement colonialistes et nouvellement impérialistes. Le grand industriel, qu'il soit du XIXe siècle ou du XXIe siècle, comme au Brésil, a pour vocation d'exporter vers les pays riches d'occident (tels que la France ou la Grande-Bretagne). En effet, la consommation se situe là où l'argent est, c'est-à-dire les pays déjà développés.

### La naissance de l'Indianisme comme philosophie d’émancipation
La naissance de l'indianisme est concomitante avec la naissance du socialisme et du communisme dans le monde. Or, les thèses de Marx ont mis du temps à atteindre les différentes parties du monde, ne serait-ce que pour la France où elles sont apparues avec importance dans les années entre-deux guerres. Le cas de l'Amérique latine est similaire. José Carlos Mariátegui écrit que le socialisme donne naissance à la critique de la colonisation sous des termes économiques et sociales alors que précédemment ces critiques étaient d'ordre moral ou civilisationnelles. Cette tendance se confirme par le début de l'intérêt pour la colonisation en tant que domination économique que l'on ressent, notamment, à travers l'ouvrage de Mariátegui écrit en 1928, ou encore par la naissance du Parti communiste péruvien en 1930, Le Parti communiste d'Uruguay en 1920, le Parti communiste du Venezuela en 1931.
Toutefois, Linera note que le marxisme n'exerce de véritable influence qu'à partir des années 1940, marquée par l'apparition du Parti de la gauche révolutionnaire, du Parti ouvrier révolutionnaire et par un fort apport intellectuel de la part de leurs dirigeants. La Bolivie qui est le réceptacle le plus important de la culture indianiste est la conséquence d'une diffusion simultanée du nationalisme révolutionnaire et du marxisme, de fait les deux se lient et s’entretiennent. Cela permet d'ancrer et de construire un paysage ouvrier indianiste. Cette diffusion n'est pas fortuite puisqu'elle arrive précisément au moment où la classe ouvrière bolivienne se transforme en prolétariat et intériorise cette rationalisation. Il est a posteriori, d'autant plus important que le marxisme nationaliste et révolutionnaire structure le futur Etat.
Selon Álvaro García Linera l'indianisme peut-être multiple et puise son inspiration dans divers mouvements. Il énonce 5 courants principaux ayant façonné cette lutte politique. Les Anarchistes dès la fin du XIXe siècle et dont l'apogée se situe dans les années 1920-1930. Après la défaite du soulèvement de Pablo Zárate Willka (es) et Juan Lero en 1899, un mouvement que l'auteur appelle « indianisme de résistance » naît. Ces revendications sont celles de la protection des terres communautaires et de l'accès au système éducatif. Leur combat se matérialise tantôt par des négociations, tantôt par des soulèvements. Étant donné la forte présence des Aymara, il est organiquement indianiste. Néanmoins, il perd de la force avec l'émergence dans les années 1920 de partis nationalistes et révolutionnaires. Le marxisme originel en fait partie. Ce marxisme, d'après l'auteur, résout le problème du pouvoir de l'État par l'action directe. C'est ainsi que certaines figures, telles que Víctor Paz Estenssoro vont participer à des gouvernements militaires et progressistes qui affaiblissent les conservateurs. C'est le Mouvement nationaliste révolutionnaire qui en 1952 prend la direction du mouvement révolutionnaire, ses actions directes permettent de forger une culture particulière qui domine en Bolivie pendant près de 35 ans.

### Qu'en est-il de cette question aujourd'hui?
L'indianisme est aujourd'hui très morcelé comme l'atteste Henri Favre (pt). Plusieurs organisations existent et parfois se font face en se revendiquant pourtant de l'indianité comme la Confédération des nationalités indigènes de l'Équateur,. Cela entraine parfois des scissions. L'auteur note néanmoins qu'une base idéologique anti-étatique et anti-capitaliste les font se rejoindre. Alors que le morcellement serait considéré comme une faiblesse dans un État-nation à l'européenne, il semble être une forme de cohérence vis-à-vis de leur revendication.
Aujourd'hui cette question reste encore très prégnante dans l'Amérique latine soumise à un fort impérialisme économique, qui bien souvent touche les populations indigènes. Ces dernières, qui vivent dans une sorte d'harmonie avec la terre et donc dans des espaces naturels, sont victimes de l'exploitation de ressources souterraines ou forestières. La mobilisation des populations de ces endroits est alors essentielle pour enrayer l'implantation de ces grandes compagnies. En attestent les mobilisations du peuple Ngöbe-Buglé au Panama contre l’installation des entreprises Texas Gulf Sulfur Company (en) et Rio Tinto.

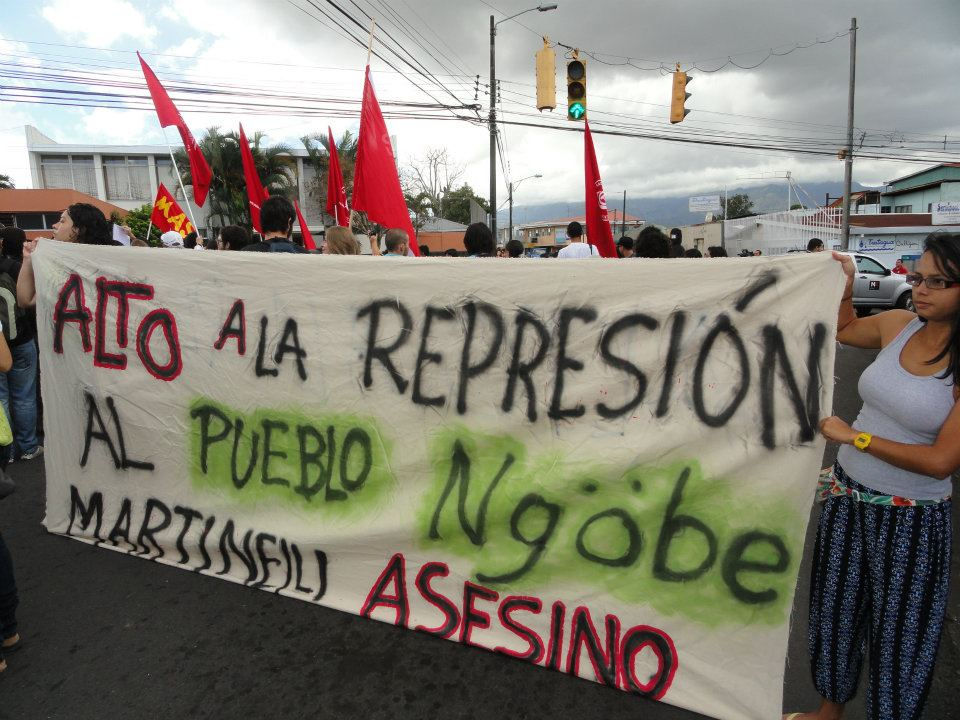
Manifestation du peuple Ngöbe-Buglé au Costa Rica

 Pourtant, ces installations ont été concertées avec l'État central panaméen entre 1976 et 1980. Cela montre bien la limite effective de l'indigénisme qui se soucie peu des populations les plus fragiles ou minoritaires. C'est la mobilisation de ces 130 000 individus qui permet d'éviter l'implantation. Bien qu'il n'y ait pas une politisation au sens théâtral de la scène politique, la mobilisation, la prise de conscience d'une même condition sociale fait partie intégrante de l'indianisme.
La question indigène change dans les années 90. Sa résistance jusqu'à présent aux réformes néolibérales devient une ambition politique, une alternative possible, un programme. Aujourd'hui, d'après Álvaro García Linera, la gauche sud-américaine est indianiste ou n'est pas. L'expansion de l'indianisme dans la population émerge toutefois en coïncidence avec les réformes néolibérales qui touchent aux structures élémentaires des Indiens telles que les communautés, la terre et l'eau. L'ouverture du libre-échange diminue aussi les prix tirés de l'agriculture indianiste, paupérisant encore un peu plus les populations. Néanmoins, cette idéologie indienne permet d'enrayer les politiques néolibérales, et d'après le même auteur leur efficacité est indéniable. Son discours est très pertinent, il s'attache à reconstruire la communauté comme moyen de défense face aux attaques capitalistes. Cette communauté est créée sur des principes ethnico-sociaux avec une structure anarcho-marxiste. L'expansion a d'ailleurs permis un combat électoral ou insurrectionnel.
Mais l'indianisme, d'inspiration marxisme, prend peu à peu fin dans les années 70-80 en Bolivie. Il est vrai que le marxisme développe une notion de la nation européocentrée et est inconvenant pour le combat indianiste. C'est avec cette critique tant du néolibéralisme que du marxisme que le katarisme se développe, promulguant une radicalité supérieure et d'après ses adeptes, une cohérence vis-à-vis de l'Amérique latine. L’élection d'Evo Morales, issus du Mouvement vers le socialisme en Bolivie, en est le symbole électoral. Son référendum en 2009 portant sur un État plurinational est la représentation d'une politique indianiste visant à réformer, par le haut, l'État. Il a également une composante plus radicale, le Mouvement indigène pachakutik.

#### (a)La forme des revendications indianistes: relation avec l’État et la démocratie
Pour répondre à leur conception de la société, c'est-à-dire en prise directe avec le territoire, déterminant, ce qui est expliqué tout au long de cet article, de nombreux principes. La discussion politique pour atteindre les premiers objectifs tels que la langue ou un système d'éducation spécifique, prend la forme d'un dialogue direct avec l’État central. En faisant ainsi, ils se déterminent unilatéralement comme étant une petite nation, n'entrant plus dans le cadre des institutions préétablies par ce qu'ils appellent les "métis" ou les "étrangers". D'après Henri Favre, ils rejettent le système de la démocratie représentative comme étant également une institution d'origine européenne et prônent davantage une société par essence démocratique, mais dont l'âge est un argument d'autorité.

#### (b) La forme des revendications indianistes: une mobilisation difficile à réaliser
Il semblerait, d'après H. Favre que les organisations aient bien du mal à toucher les populations paysannes qui sont pourtant les premières concernées. En conséquence, elles sont bien souvent obligées d'être le vecteur de colère et de mobilisation de mouvements qu'elles n'ont pas initiés, en atteste la mobilisation des paysans de la sierra équatorienne dans lesquels l'agro-industrie a diminué tant la qualité de vie que le niveau de vie, ces paysans ont fait appel à la Confédération des nationalités indiennes de l'équateur. Organisation qui était elle-même en négociation pour l'enseignement biculturel. Par défaut, elle en a pris la tête mais à invisibiliser la demande première dans une revendication ethnico-sociale.
Il faut ajouter à cela un va-et-vient perpétuel suivant le cours des revendications. Ces organisations ne sont utilisées que pour leurs apports éphémères.

#### Le double discours chrétien
L'Église a aidé à la naissance de l'indianisme. Elle l'a promu dans ses formes institutionnelles, comme lorsqu'elle organise la première rencontre latino-américaine de dirigeants indianistes à la Barbade en 1977. Dotée de moyens, en plus d'avoir de nombreux fidèles, l’Église a permis cette évolution. Néanmoins, elle est principalement une organisation anti-indianiste et colonisatrice. Tout d'abord parce qu'elle a encouragé à la colonisation, que ce soit au XVIe siècle ou au XIXe siècle quand il s'agissait d'évangéliser les peuples autochtones. Mais elle l'est également par sa structure supra-étatique. Elle nie fondamentalement les revendications de communautés autonomes, et de spiritualité attachée à la terre. La position que prend aujourd'hui l'Église peut être vue comme étant le fonctionnement de toute institution, elle vise à sa propre perpétuation.
Il faut toutefois nuancer ce propos. L'Église peut envisager un discours émancipateur (toutes proportions gardées), que ce soient les courants millénaristes considérés par certains comme les premiers anarchistes ou encore par la naissance même du Christianisme et le message véhiculé par l'institution à ses débuts. Il est en effet, au départ, une force révolutionnaire au sens qu'il est destiné aux populations pauvres. Le discours chaviste pour exemple est très marqué par les valeurs chrétiennes, et pourtant Chavez se réclame également du socialisme. Sa réforme agraire participe aux composantes indianistes.

## L'indianisme: socialisme, démocratisation et émancipation par l'autogestion mais aussi ethnicisation
La particularité des luttes indianistes que note Alvaro Garcia Linera est un attachement au réel très prégnant. L'inconvénient est une profondeur théorique assez superficielle, mais cet attachement aux faits, à la participation et à l'action leur permet sans doute d'être plus intelligible et surtout d'avoir une audience plus large.

Il est bon de rappeler que l'indianisme est une lutte anticoloniale qui ne s'inscrit pas seulement dans l'antiracisme ou la lutte des classes. Dans son dernier ouvrage, Frantz Fanon rappel l'essence de la colonisation. La domination économique représentée par les inégalités ou la position sociale dans l'appareil productif n'est qu'une conséquence de la colonisation, certes contingente. La colonisation c'est le morcellement de la société du territoire colonisé, dans lequel l'important est « d'appartenir à telle ou telle race ». Ce qu'il note ensuite est tout à fait explicatif de la situation que peuvent subir les populations paysannes ou ouvrières en Amérique latine : 

« La cause est conséquence : on est riche parce que blanc, on est blanc parce que riche. »

— Fanon, Les damnés de la terre, 1961

### Pourquoi l'indigénisme ne répond-il pas aux revendications paysannes et ouvrières?
La notion de l'idéologie selon Marx est nécessaire pour comprendre cette désaffection de l'indigénisme. Il dit en substance que les idées sont liées à la position sociale. À partir de cette assertion, l'indigénisme est impuissant pour l'émancipation des indigènes. Alors que l'Indigénisme est né des suites de la révolution d'indépendance, ceux qui prennent le pouvoir, c'est-à-dire les bourgeois industriels, s'approprient la question indigène afin de se démarquer de l'Espagne. Ils se l'approprient comme vecteur différenciant. A contrario, l'indianisme est un vecteur non pas différenciant mais émancipateur des classes populaires, au sens qu'il reconnaît que la condition indigène est inséparable de celle des classes laborieuses. Ainsi l'indianisme est l'articulation entre l'identité et l'économie, entre le retour à une identité réelle, créée par la population elle-même, pas imposé par l’État, comme dans les États modernes, c'est-à-dire une identité fixée, nationale et donc potentiellement guerrière. Et une économie qui vise à redonner des droits de vie fondamentaux.

### Origine idéologique: idiosyncrasie mythico-économique
Mariategui dans son ouvrage sur les Sept essais d'interprétation de la réalité péruvienne, commence par expliquer l'économie incas. En effet, l'indianisme est lié au retour à un passé qui est mythifié ou vérifié. L'auteur note que l'économie incas repose sur une certaine conception de la société en prise avec la mythologie. Il rapporte une économie "agricole et sédentaire dont l'économie est primordiale" .

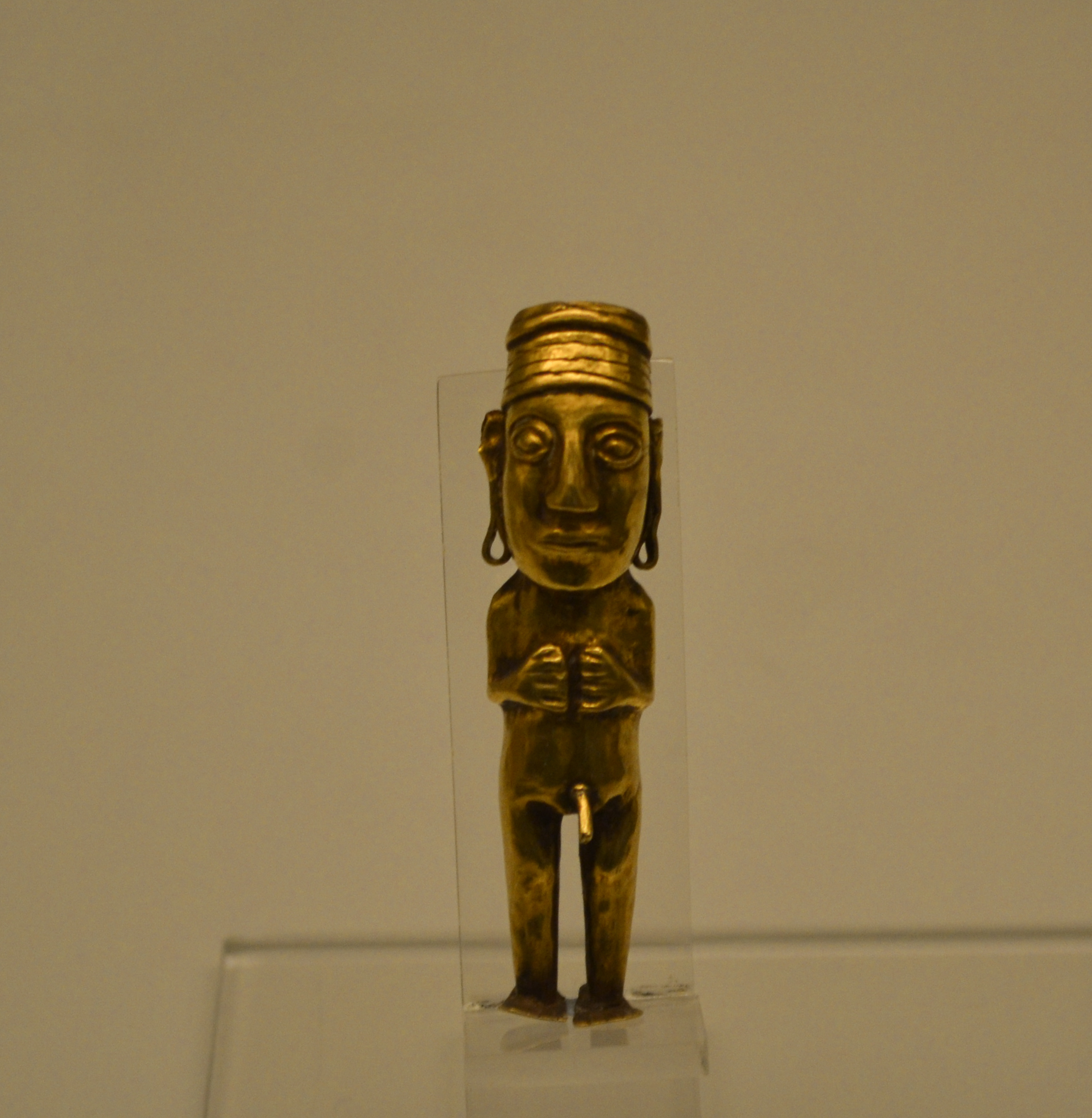
Figure inca en or qui représente un Homme. Musée de l'Amérique

 D'après l'auteur, vivait une prospérité économique, sans manque matériel ainsi qu'une société solidaire portée par un proto-collectivisme, tout ceci sur fond religieux. Il est possible de résumer l'indianisme avec cette phrase de Mariátegui : "Le travail collectif, l'effort commun, étaient fructueusement employés à des fins sociales".

### L'articulation indien-économie
José Carlos Mariátegui, en tant que marxiste, réduit la question de l'émancipation indienne à la question du rapport de domination socio-économique : 

« La question indigène découle de notre économie. Elle a ses racines dans le régime de propriété de la terre. Toute tentative de la résoudre par des mesures administratives ou policières, par des méthodes pédagogiques ou des travaux de voirie, doit être considérée comme superficielle ou secondaire tant que subsiste la féodalité des gamonales. »

— Mariátegui, Indianisme et paysannerie en Amérique latine
L'auteur explique l'importance de cette émancipation socio-économique non pas comme un problème législatif mais factuel. Les propriétaires de latifundi sont bien trop puissants pour l'administration. La conclusion évidente qui s'impose c'est d'enlever ce qui fait le terreau de ce pouvoir, c'est-à-dire la terre et de la redonner aux indigènes. C'est également à travers cette explication qu'il explique la cécité et l'impertinence par essence des politiques dites indigénistes, qui ne s'attaque pas aux sources du problème, et qui est finalement réformiste.
D'après le même auteur, il peut y avoir des raisons cyniques à une décolonisation économique. L'économie ne peut être artificiellement importée depuis un centre entièrement différent. Cette artificialité ne répond pas aux spécificités de la population autochtones et aux particularités géographiques. En effet, aujourd'hui le tourisme ne peut-être envisagé partout, pourtant c'est l'un des moteurs spécifiques en Europe. De même que l'Uruguay a choisi de se passer de tout informatique, un choix historiquement déterminé, ainsi l'implantation d'une économie du smartphone ou de l'internet ne peut fonctionner. De fait, il est une nécessité que les peuples indigènes s'occupent par eux-mêmes de leur économie puisqu'elle répondra aux spécificités régionales. Et pour faire le lien avec la place culturelle dans les sociétés sud-américaines, une économie propre détermine un ensemble d'institution et produit une valeur culturelle différenciée.

### La revendication de la terre
José Carlos Mariátegui dit « Nous commençons par revendiquer catégoriquement son droit à la terre ».
Cette revendication particulière à la terre dans toute l’Amérique latine est lié à l'histoire de la région. En effet, la révolution d'indépendance devait détruire la féodalité, qui, pour rappel, repose sur la possession de domaine, de terre sur lesquels le propriétaire fait travailler des esclaves ou une classe dominée socialement. Or la révolution n'a pas produit le résultat escompté, les propriétaires qui ont gardé le pouvoir économique possèdent des latifundi qui repose sur le même principe que la féodalité. Si la révolution libérale souhaitait détruire les grandes propriétés pour en donner à chacun, l'indianisme souhaite récupérer un vestige de son passé, une pratique collective de l'usufruit terrestre.
Cette demande de la terre préconise qu'une terre devrait être donnée à chaque peuple sur lequel il pourra exercer pleinement sa culture, en marge de la législation nationale et recouvrant ainsi des structures économiques précolombiennes avec une technologisation plus douce : il est ainsi possible d'employer le terme d'"ethnodéveloppement",

### Retour à une identité propre

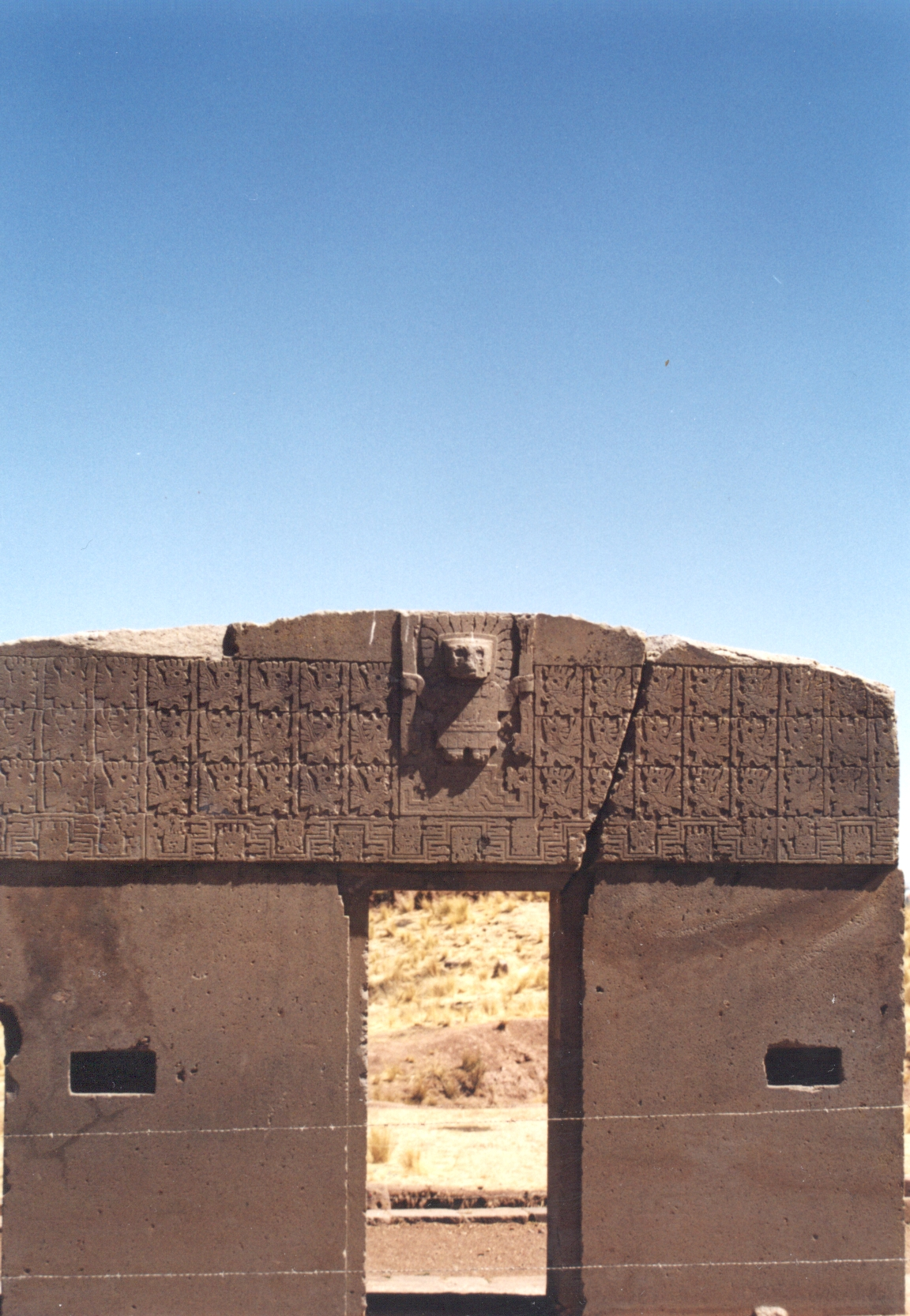
Ruine de la civilisation Tiwanaku

La première chose qui semble aujourd'hui revendiquée par les populations indigènes est d'avoir sa langue reconnue officiellement et que s'établisse par la suite « un système d'éducation bilingue et biculturelle ». Si d'après les autres auteurs, ça ne semble pas être la question primordiale, faire de la politique, c'est aussi accepter de voir les états de faits, et commencer par des choses telle que cette demande purement culturelle est moins contraignante pour les autorités centrales. De plus, l'éducation est un facteur important dans une lutte politique puisqu'elle permet de diriger le programme d'apprentissage et de former au sens positif du terme les esprits.
Les indianistes sont également défavorables à la religion chrétienne qui est la marque des colons blancs, c'est pourquoi, il peut arriver que certaines organisations pratiquent des religions anciennes ou nouvelles, telles certaines mouvances des Katares qui se regroupent au solstice d'été au niveau des ruines de Tiwanaku pour célébrer un culte solaire.

### Le marxisme: élément fondateur de l'indianisme
À la lecture de l'introduction Indianisme et paysannerie en Amérique latine, l'indianisme est partie lié à la question sociale. La question du rapport racial s'intègre dans la question de revendications émancipatrices matérialistes telles que la démocratie, les droits sociaux élémentaires ou le retour aux terres ancestrales. Cette position est symbolisée par José Carlos Mariategui, à la fois marxiste mais aussi anti-impérialiste et favorable à l'indianisme. 

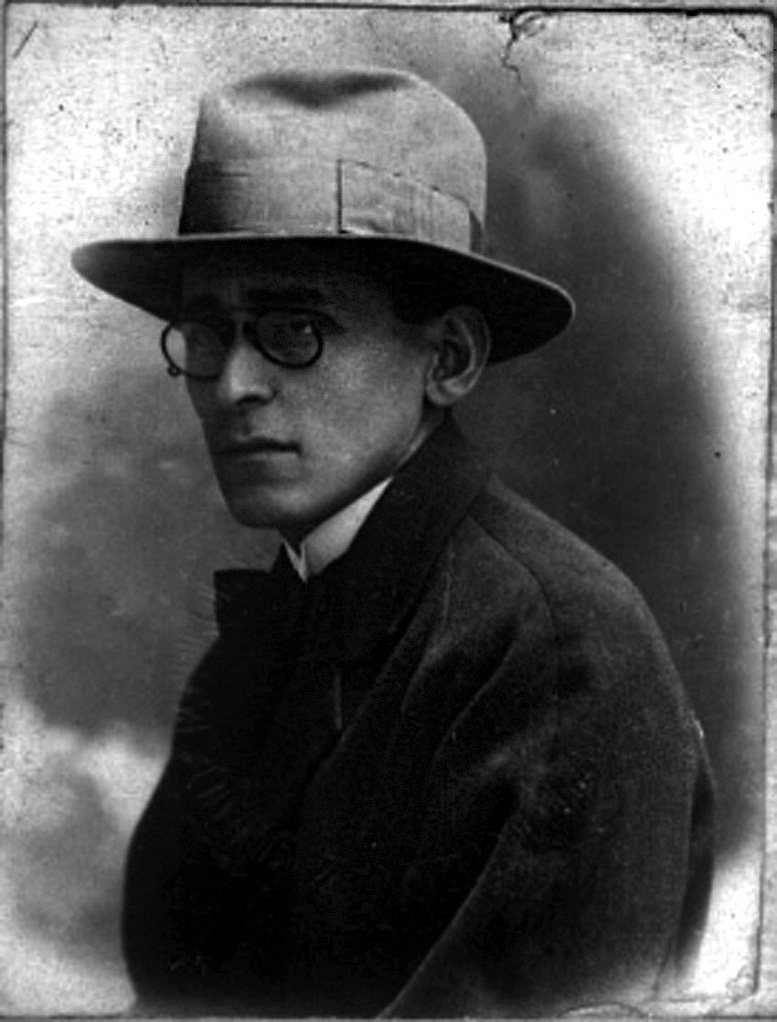
José Carlos Mariategui, un penseur et précurseur de l'indianisme

Il reconnait que les thèses de Marx sont la base de son travail et offre une grille de lecture convenable . Mariategui expose clairement comment la question coloniale peut être posée en terme marxiste, qui ne peut par ailleurs être valable que dans certains cas. La colonisation marque l'établissement de façon autoritaire d'un nouveau régime économique remplaçant le précédent. Le rapport de domination lié à l'analyse marxiste du capital n'est que contingent. Ce qui se passe en Europe, où la production repose sur un dominant et un dominé au sens individuel, se passe au sens systémique dans la colonisation. Le dominant devient l'économie européenne et le dominé les ressources sud-américaines (y compris les peuples autochtones et les Noirs africains issus de la traite négrière). Il envisage la société selon des structures et non pas des rapports sociaux individuels.

## Une multitude de mouvements indianistes

### Le Mouvement vers le socialisme
Linera explique que le MAS se base sur les syndicats paysans du Chapare qui subissent des "politiques d'éradication des cultures de coca". Avec un discours à la fois paysan et ethnique, l'audience est large et les possibilités d'alliances sont multiples. Ajouté à cela un caractère anti-impérialiste et inclusif pour les indigènes. Ce mouvement a également pu atteindre les villes en donnant une composante marxiste à son discours. 

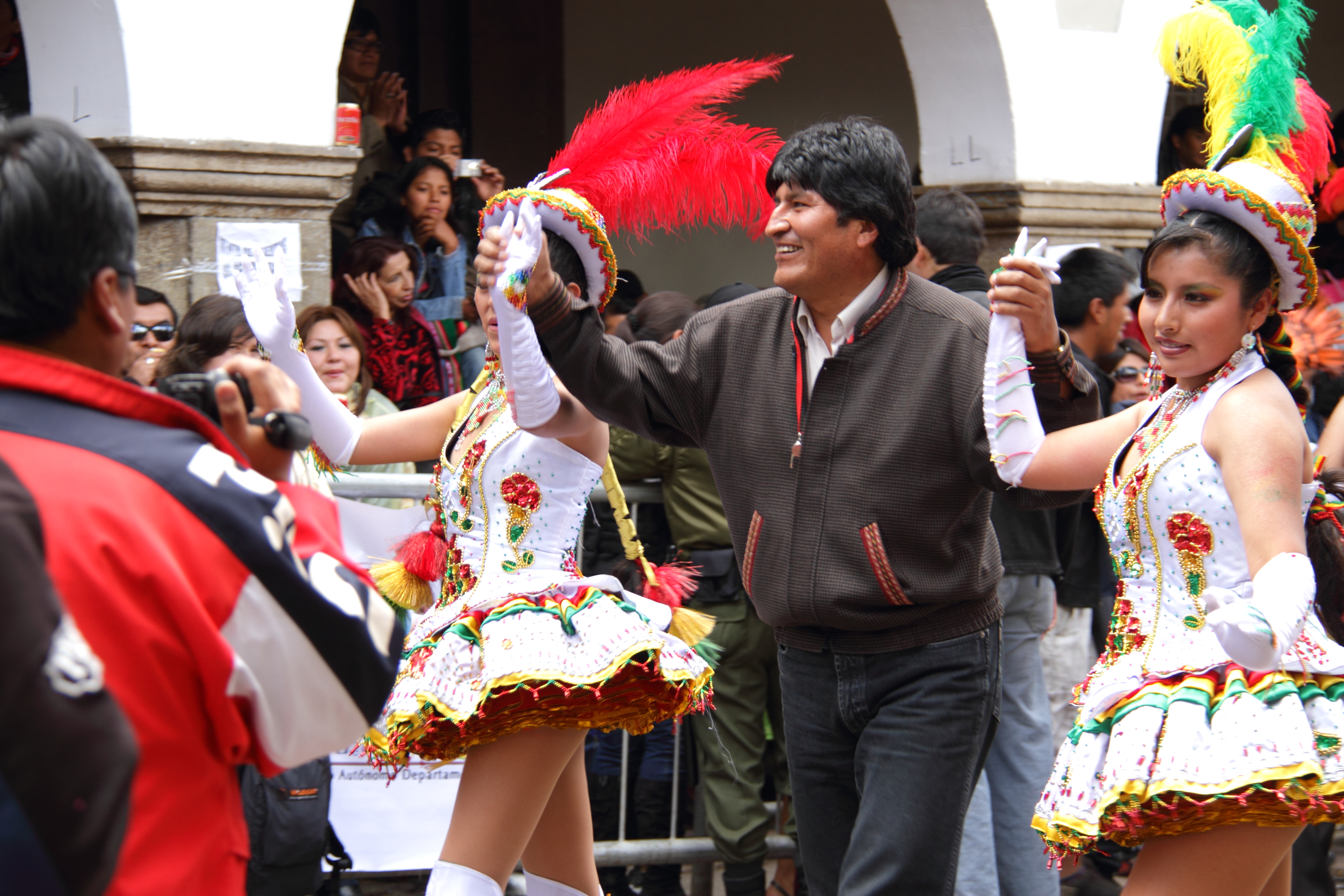
Evo Morales, le président de Bolivie, représentation des luttes indigènes

Grâce à cette idéologie et à un homme qui personnifie le combat en la personne de Evo Morales, le MAS est devenu la première force parlementaire de Bolivie et a atteint le pouvoir avec la présidence de Morales. Cette prise de pouvoir est certes un discours bien construit et s'adresse à une large majorité, mais rencontre aussi un fort particularisme local. Ainsi qu'avec l'exemple des langues, la Bolivie a une diversité linguistique beaucoup plus forte que ses voisins l'Argentine, le Chili ou Pérou. En effet, l'Espagnol ne représente que 61 % de la population contre plus de 80 % systématiquement voire 97 % pour l'Argentine et le Chili. De plus 36 langues sont officielles en Bolivie, il y a donc bien un minimum de reconnaissance indigène.

### Le Chiapas et le zapatisme
En 1995, il est possible de parler explicitement d'indianisme. Cela provient notamment d'une évolution de l'idéologie zapatiste, qu'il sera possible d'appeler néo-zapatisme. Ce mouvement s'appuie notamment sur les paysans qui se regroupent dans des structures avec des noms variés : "nation", "tribu" ou encore "conseil". Ils sont très éparpillés mais ont tendance à s'allier avec l'Armée zapatiste de libération nationale. Au niveau national, ces deux types de structures peuvent se retrouver, parler et créer un réseau lors du Congrès national indigène qui se tient pour la première fois en octobre 1996 à Mexico. Lors de ces congrès, de nombreux participants y sont conviés, soit près de 111 organisations différentes avec une grande diversité d'objectif et d'échelle, ce peut être des organisations locales comme le Frente Popular del sureste de Veracruz ou des organisations particulières telles que Escritores en Lenguas Indigenas (en).
Plusieurs objectifs sont mentionnés dans l'article de Leyva Solano. Ainsi il y a évidemment la reconnaissance de droits particulier, le respect de droit universels, la constitutionnalisation des accords de San Andrès, la reformulation des relations avec l’État, la dénonciation des violences faites aux indigènes, un travail d'analyse contextuel, un objectif électoral mais surtout un rapprochement avec les autres populations indigènes soumises à la globalisation néo-libérale.
Au Chiapas, l'EZLN demande que les peuples indigènes soient reconnus comme citoyens à part entière au Mexique, cela relève plutôt de l'indigénisme malgré des formes de revendications indianistes. Les accords de San Andrès au Chiapas reconnaissent l'existence des groupes; ils veulent également un droit à l'autodétermination mais qui est contrebalancé par le fait qu'ils ont interdiction de porter atteinte à la souveraineté nationale, et donc contre l'indépendance.
La loi de 2001 est davantage indianiste en reconnaissant la nature multiculturelle de la nation mexicaine. Néanmoins, cela nie toujours l'existence de peuples ou de nation à part entière. Mais l'avancée est significative avec la possibilité de résoudre les conflits par leurs propres institutions et traditions.
La construction du réseau sur lequel s'appuient aujourd'hui les zapatistes fut construit dans les années 1980, au moment où le Katarisme et l'indianisme prennent de l'ampleur. Le concept de Ethnic citizenship est dès lors formulé. Il est une bonne représentation de la conception idéologique de l'indianisme. Comme le note Solano dans son article, il y a une forme de contradiction entre citoyenneté et l'épithète « ethnique ». Citoyenneté désigne une forme d'universalité alors que l'ethnie désigne une particularité. L'indianisme est justement l'articulation des deux. C'est-à-dire qu'il s'agit de construire un système de valeur minimale tout en respectant de façon maximale les traditions culturelles de chaque « petite nation ».

### Mouvement indigène pachakutik
Plus radical, ce mouvement a pour but d'indianiser toutes les structures institutionnelles de pouvoir. Il conserve l'aspect paysan et encore plus l'aspect ethnique. En effet son idéologie repose sur "les nations premières aymaras et quechuas".

### Les Amérindiens nord-américains
Si l'indianisme est un concept qui semble étudier davantage les populations latino-américaines, le combat des nord-Amérindiens se situe dans une lutte similaire. En atteste le mouvement Idle No More qui répond à deux textes pris par le Parlement canadien qui visent à diminuer les droits des indigènes. D'une part à pouvoir vendre plus facilement les réserves sur lesquels ils habitent, d'autre part en réduisant à 1 % les eaux douces protégées par la loi.

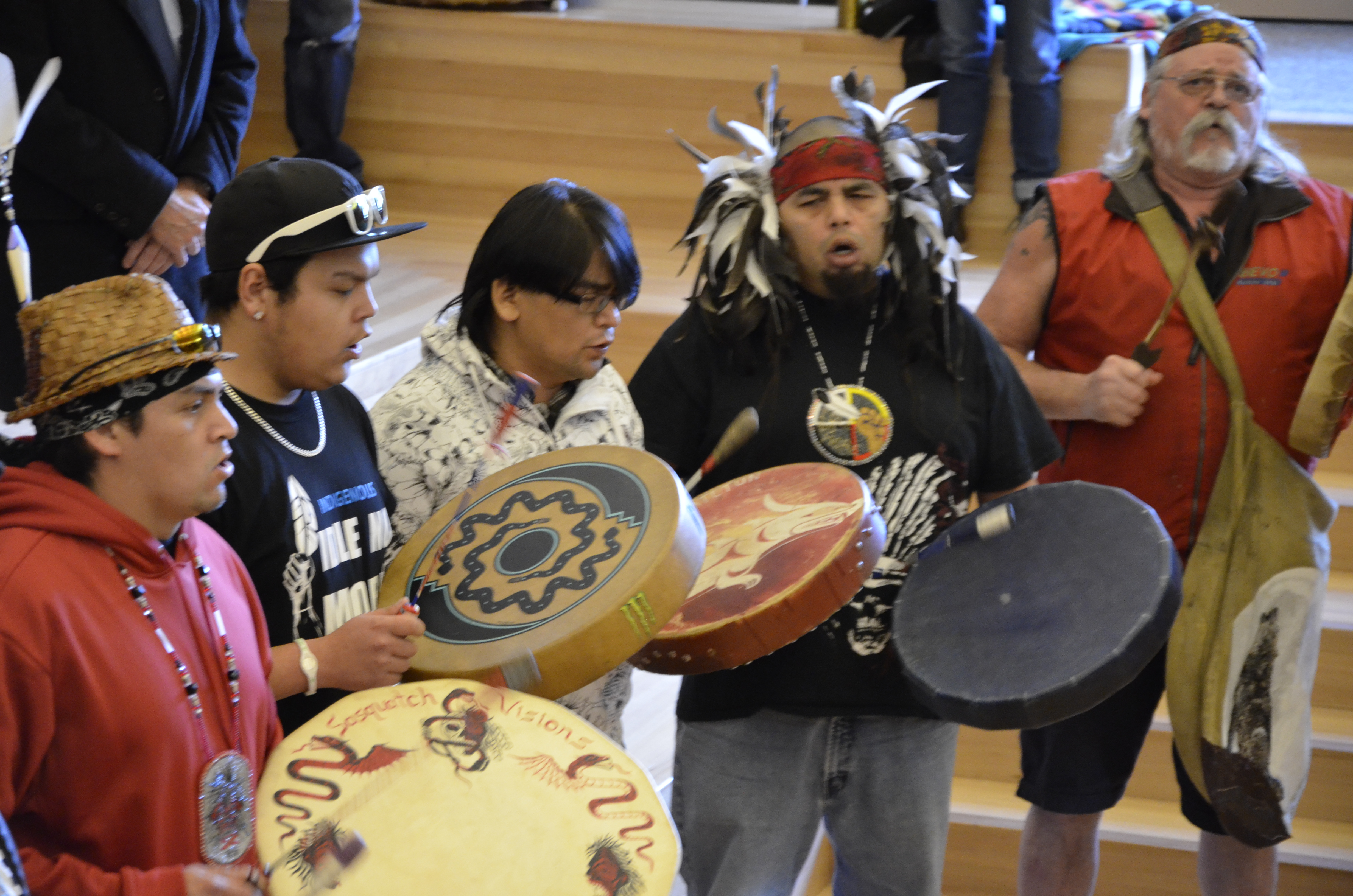
Mouvement Idle No More, le recours à cet habillement montre la revendication explicite à la culture indienne.

La manifestation réalisée par les Nord-Amérindiens prend des formes diverses suivant leurs territoires de vie. Idle No More était présent à Ottawa pour manifester devant le Parlement du Canada (La colline du Parlement) avec un charivari, à Sackville dans le New-Brunswick pour bloquer l'autoroute transcanadienne ou encore à Halifax et Edmonton dans une manifestation plus commune. Ce qui les regroupe est d'une part leur revendication, exprimée à la Chambre des communes canadienne par le NDP, centre gauche, mais notamment la revendication de leur indianité. L'habillement et le chant sont traditionnels.

## Le traitement de la question indianiste et ses limites

### La difficulté à définir les indigènes/autochtones

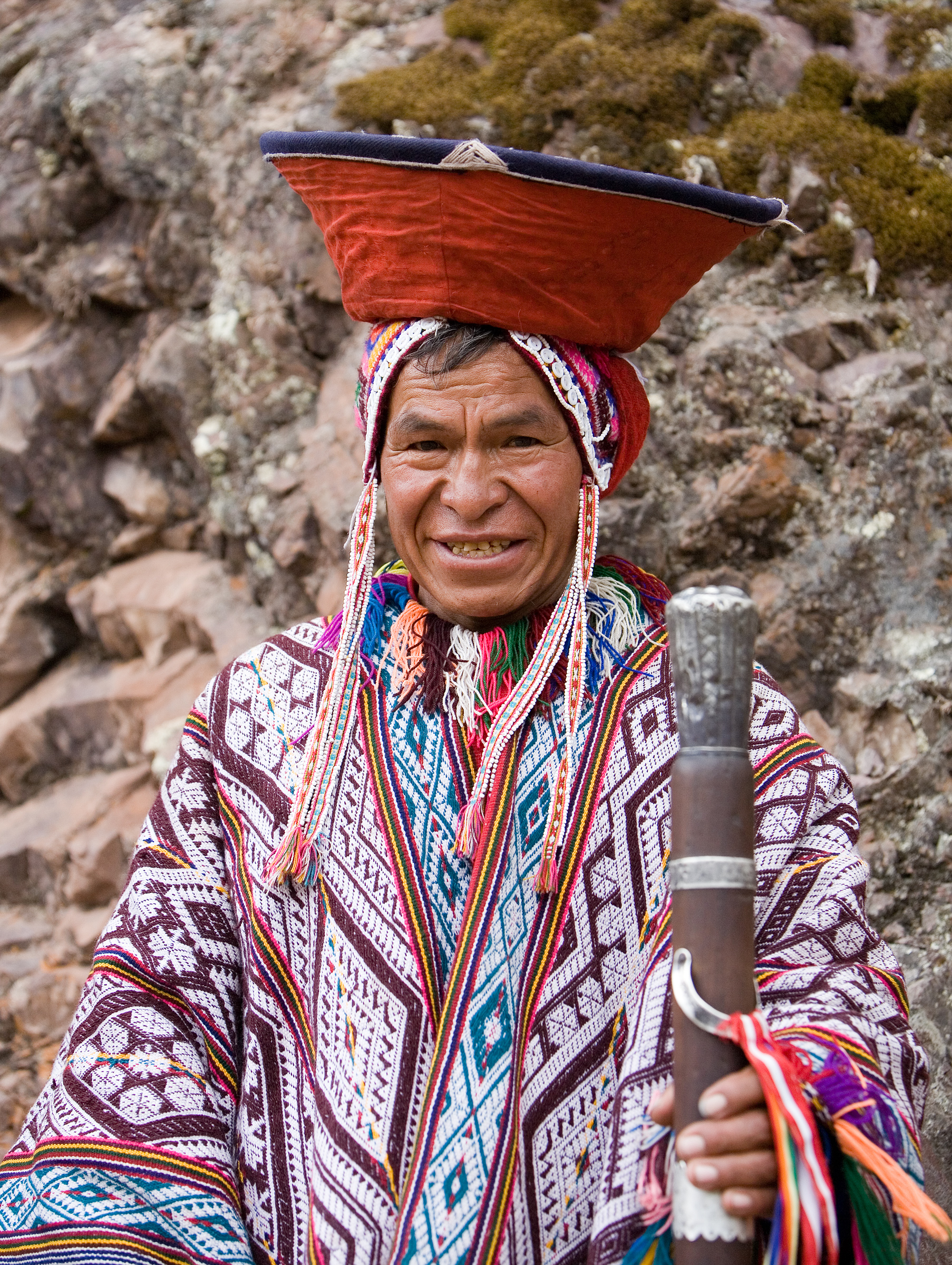
Homme des Andes péruviennes en costume traditionnel.

Des chercheurs occidentaux, souvent issus de populations ayant colonisé, ont souligné leur difficulté à travailler sur l'indianisme et à définir les « indigènes » ou « autochtones » au risque de continuer à perpétuer des formes de colonialisme, notamment en réifiant des populations en évolution constante. Ce questionnement s'inscrit dans l'héritage des études postcoloniales initiées par Edward Saïd, qui estimait que l'étude d'un autre infériorisé était une des formes du colonialisme.
La définition des « indígenas » peut simplement renvoyer à l'étymologie (« qui vient d'ici »), identique à celle du terme « autochtone », souvent moins péjoratif en français qu'« indigène ». Dans le cas indianiste, cette définition fait écho à l'importance donnée à l'appartenance à la terre. Les métis au pouvoir sont cependant également ici des lieux depuis parfois plusieurs centaines d'années. La notion d’ethnie, qui renvoie à un langage ou à une culture commune mais occulte l'histoire et l'identité communes, apparaît également insuffisante.
La notion de minorité numérique au départ dominante a évolué pour permettre aux populations guatémaltèques et boliviennes d'être considérées comme « indigènes ». Les définitions fondées sur le « processus de mise en infériorité » ont également dû être affinées pour prendre en compte l'arrivée au pouvoir de mouvements indianistes.
En fin de compte, il est possible de définir les « indigènes » au sens indianiste ainsi : communauté culturelle et linguistique, identité et une histoire héritée de l'époque pré-colombienne et attachement à la terre.
Le cas des quilombos, esclaves marrons du Brésil qui ont essayé de créer des communautés autonomes au sein du Brésil, et dont certains descendants perpétuent les efforts, illustre la complexité de la question. Une large partie de ces esclaves en fuites sont issus de la traite négrière, donc sont d'origine africaine. D'autres sont issus de métissage avec des Amérindiens. Leur volonté de créer des communautés autonomes du reste de la population dominante et leurs critiques du colonialisme sont similaires à ceux des indianiste mais l'absence d'une identité commune à l'époque précolombienne les prive en général de la qualité d'« autochtone ».

### Le traitement scientifique
D'un point de vue scientifique, l'Indianisme pose des soucis épistémologique, notamment à ceux qui se réclament de l'anticapitalisme ou plus simplement du marxisme. En effet, alors que les socialistes se sont majoritairement attachés à étudier le social, l'économique, c'est-à-dire le matérialisme,. L'indianisme lui pose la question de l'identité, de rapport de domination lié à la philosophie développé par les sciences au XIXe siècle.
Il faut ajouter que les classifications utilisées et les cadres épistémiques des Européens transmettent partiellement la réalité. Le meilleur exemple est le marxisme qui a atteint sa limite dans les années 1970-1980 quand celui-ci n'offrait pour horizon qu'un État avec une culture ouvrière, une impensée dans le monde amérindien.

### Limite du premier marxisme révolutionnaire
Ce qui a toujours différencié communiste et anarchiste est l'attachement à l'État pour les premiers à l'inverse des seconds. Et le premier marxisme indianiste touche sa limite avec cette définition. Le marxisme risque en effet de re-effacer des clivages ethnique qui sont naturels en Amérique latine. De sorte qu'il invisibiliserait une certaine partie de la population et des pratiques traditionnelles. Le projet marxiste dans cette région du globe est en effet de construire une nation sur la culture ouvrière. Le problème est que le marxisme est une idéologie fabriquée en Europe, notamment dans 4 États : France, Allemagne (Prusse), Royaume-Uni et Russie. Il est pertinent dans le cadre d’État nation, mais en Amérique latine, la tradition historique fait que la construction d'un combat pour fabriquer un État est incohérent avec l'histoire du continent. En ce sens, l'indianisme est une amélioration et une adaptation à leur environnement des luttes indigènes en Amérique latine. Le combat indigène (indianiste donc) est celui d'une réappropriation de son histoire sociale mais aussi ethnique. L'attachement à la terre qui est la leur détermine des groupes qui ne sont pas d'ordre Étatique. Ainsi le marxisme est une base théorique évidente pour la lutte indigène, parce que le colonialisme ou néocolonialisme qui s'exerce sur ces populations est d'ordre capitaliste et donc offre un regard critique tout à fait pertinent.Toutefois l'anarchisme, l'autogestion de petit secteur est bien plus en harmonie avec les réalités historiques de l'Amérique latine que ne l'est le communisme.
Le livre militant de Frantz Fanon, fervent décolonialiste de l'Algérie, est un bon outil pour comprendre l'enjeu latino-américain. Il mentionne également la limite des analyses marxistes en expliquant que celles-ci reposent sur une population culturellement homogène, tandis qu'ici justement il y a des infériorisations de plusieurs niveaux. Ceux qui possèdent le pouvoir économique et politique, sont également reconnus comme étant ceux venant d'ailleurs. Cette dichotomie perçue par les colonisés entre dirigeants étrangers et dominés autochtones est expliquée par le fait que la position sociale occupée par ces dites élites est acquise par un système qui n'est pas le leur, importé de l'Europe coloniale. A la différence d'une hiérarchisation de la société obtenue par des institutions propres aux colonisés, qui rentrerait alors dans le cadre marxiste, cette hiérarchisation est le fait d'institution non-consentie. La résultante est que le combat mené par les indianistes est contre le colon qui est également le détenteur des pouvoirs.
En effet, la principale lacune de l'analyse marxiste et des solutions qu'il envisage est lié à la lutte des classes, la lutte de classe s'intègre bien dans une économie comme la France, où la classe sociale n'est pas liée à une identité culturelle particulière sinon celle ouvrière. En Amérique latine, les rapports ne sont pas seulement de classes, ils sont également d'ordres ethniques.

### La position indianiste vis-à-vis de l'ethnicisme et de société libertaire
De son côté Henri Favre (pt) semble moins enclin à apprécier la politique indianisme, il relaye en effet l'idée que l'indianisme serait contre la culture métisse et donc ethnicide. Il est possible de lui objecter que la politique culturelle des créoles et classes dominantes encore aujourd'hui sont ethnicides, affirmer une culture par la politique tue certaines pratiques, en figent d'autres. D'autant plus que les revendications indianistes ne souhaitent pas exterminer la culture créole. Aucun ouvrage ne semble mentionner une idéologie de la destruction. La revendication est celle d'une liberté absolue et d'une autodétermination. Un droit légitime vis-à-vis de la colonisation et de ses substrats encore présents.
De plus, il ajoute que l'arrivée de l'indianisme, du moins dans sa composante récente, serait un âge libéral opposé à l'époque précédente qui serait populiste. Là, Henri Favre utilise le terme de libéral au sens libertaire. Mot qui apparaît d'ailleurs à la même époque que les premiers mouvements marxistes indigènes. Et en effet, cette idéologie est celle d'une anarchie communautaire. Les centres de décisions seraient proches et communautaires. Néanmoins il reste à identifier si l'idéologie indianiste a pour but l'élimination de toute domination ou si l'objectif est de se doter d'une autorité qu'ils auraient eux-mêmes choisi en accord avec l'histoire pré-colombienne. A l'instar des caciques qui étaient les dirigeants de certaines tribus amérindiennes; lors de la colonisation, la présence de cette hiérarchie a facilité la colonisation puisque le pouvoir reposait sur un seul homme.

### La reconstruction d'une histoire par les intéressés eux-mêmes: les katares comme précurseurs
Le traitement scientifique d'un sujet coloniale est une question que se sont posée les penseurs indianistes. Ils se la sont posée pour eux et y voient comme une forme de néocolonialisme, c'est pour cette raison que des courants du Katarisme ont spécifiquement voulu réviser l'histoire. Chaque science, et l'histoire n'y échappe pas, est le produit d'une conception du monde, a fortiori dans les sciences sociales.
Les absences ou les présences sont des éléments en eux-mêmes structurants de nos façons de penser. Malheureusement il ne faut pas compter que sur les sujets colonisés ou néo-colonisés pour produire un sujet et une théorie les concernant. Les populations des pays développés peuvent en effet produire un discours qui pourrait être repris par ces mêmes populations et peuvent mêmes avoir un impact sur le sol national. Il pourrait être important que les populations ayant une culture différente de nos normes puisent dans ces concepts pour rechercher leur salut et émancipation.
Historiquement, l'homme blanc, cisgenre, hétérosexuel et Chrétien est le groupe dominant, l'histoire qu'il construit sur toutes les minorités politiques (femme, noir, musulman, transgenre, homosexuel...) est issu d'une conception qui ne peut représenter que partiellement le combat d'émancipation. L'indianisme l'a compris et en a fait une composante essentielle, les résultats en Bolivie en sont le meilleur exemple, la stratégie développée par les populations dominées ont permis une meilleure pertinence dans l'analyse politique.

Cette importance pour un discours neuf des anciennes structures coloniales n'est pas propre à l'Amérique latine, Felwine Sarr dans Afrotopia rapporte les propos de Valentin-Yves Mudimbe qui énonce ceci : 

« Il s'agirait, pour nous Africains, d'investir la science, en commençant par les sciences humaines et sociales, afin de saisir les tensions, de réanalyser pour notre compte les appuis contingents et les lieux d'énonciations, de savoir quel nouveau sens et quelle voie proposer à nos quêtes pour que nos discours nous justifient comme existences singulières engagées dans une histoire, elle aussi singulière. »

— Felwine Sarr, Afrotopia

### Dans quel contexte mondial?
Afin de replacer dans le contexte cette question. Elle apparaît certes dans un mouvement qui est postérieur aux décolonisations africaines et asiatiques. Mais elle apparaît surtout dans un contexte intellectuel tout à fait particulier. Celui d'une déconstruction intellectuelle marqué notamment par la French Theory. L'indianisme ou la déconstruction se sont mutuellement nourries. Probablement plus dans le sens du premier vers le second par ailleurs. Cette école vise à remettre les cadres épistémiques dans leur contexte historique et à relativiser toute compréhension du monde. Edward Said en fait partie, de même que Michel Foucault ou Gilles Deleuze.
Le travail des kataris sur la fin de l'inégalité épistémique de la colonisation s'inscrit tout à fait dans cette logique de réappropriation de son corps et de la compréhension du lien social historique hérité de la période précolombienne. En Europe, la forme est la même mais dans un but simplement gnoséologique puisque les cadres analytiques européens ne sont pas dominés par une puissance colonisatrice - sauf peut-être via le soft power américain.

## Déclinaison de l'idéologie «indianiste» dans le reste du globe
Les défenseurs de l'indianisme en Amérique latine entretiennent effectivement des liens avec certaines formes d'organisations sur le vieux contient ou en Amérique du nord. Leur façon de percevoir les choses, l'"ethnodéveloppement" est au cœur du combat pour certains écologistes. Il y a sans aucun doute une utilisation réciproque de part et d'autre de l'Atlantique..

#### Monographies
- (en) Martina Arnal et Mary Hermes (dir.), Towards a discourse of inclusion? Tensions between policy and practice in rural Bolivia, Minnesota, University of Minnesota (Thèse de doctorat), 2015, 293 p..
- Bastien Bosa et Eric Wittersheim, Luttes autochtones, trajectoires postcoloniales : Amériques, Pacfique, Paris, Karthala, 2009, 265 p. (ISBN 978-2-8111-0234-0, lire en ligne).
- Delphine Couveinhes-Matsumoto, Les droits des peuples autochtones et l'exploitation des ressources naturelles en Amérique latine, Paris, L'Harmattan, 2016, 618 p. (ISBN 978-2-343-06622-6, lire en ligne).
- José Carlos Mariátegui et Álvaro García Linera, Indianisme et paysannerie en Amérique latine : Socialisme et libération nationale, Paris, Syllepse, coll. « Mille Marxismes », 2013, 172 p..
- Henri Favre, L'Indigénisme, Paris, Presses universitaires de France, coll. « Que sais-je ? », 1996, 127 p..
- Henri Favre, Le mouvement indigéniste en Amérique latine, Paris, L'Harmattan, coll. « Recherches Amériques latines », 2009, 125 p.. Édition augmentée et mise à jour de Henri Favre, L'Indigénisme, Presses universitaires de France, 1996.
- José Carlos Mariátegui, Sept essais d'interprétation de la réalité péruvienne, Paris, Maspero, 1968.

#### Articles

##### Médiatique
- Marie-Chantal Barre, « De l’indigénisme à l’indianisme », Le Monde diplomatique,‎ mars 1982, p. 18-19 (lire en ligne, consulté le 11 mars 2019).
- Carine Chavarochette, « La démocratie à l'épreuve de l'indianisme », La vie des idées,‎ 29 octobre 2009 (lire en ligne, consulté le 11 mars 2019).

##### Scientifiques
- Cécile Casen, « Le Katarisme bolivien : émergence d'une contestation indienne de l'ordre social », Critique internationale, no 57,‎ octobre-décembre 2012, p. 23-36 (lire en ligne).
- Hervé Do Alto, « Indianisme & ethnicisation en Bolivie : vers une démocratie postcoloniale », Amériques Latines : Émancipations en construction, Ellipses,‎ 2013, p. 41-49.
- David Dumoulin Kervran, « Les « terres indiennes pour la conservation », un dispositif clé du néo-indigénisme international », HAL, Ellipses,‎ 19 juin 201.
- Jean Filliozat, « Les premières étapes de l'Indianisme », Bulletin de l'Association Guillaume Budé, no 3,‎ octobre 1953, p. 80-96.
- Virginie Laurent, « Indianité et politique en Amérique latine », Transcontinentales, no 4,‎ 2007.
- Jean-Pierre Lavaud, « De l'indigénisme à l'Indianisme : le cas de la Bolivie », Problème d'Amérique latine, no 7,‎ 1992.
- (en) Xochitl Leyva Solano, « Indigenismo, Indianismo and "Ethnic Citizenship" in Chiapas », The Journal Of Peasant studies, vol. 32, no 3 & 4,‎ mai-juin 2005, p. 555-583.
- (en) Ramon Maiz, « Indianism and ethnonationalism In Bolivia », World Tension,‎ 2009, p. 10-63.
- Franck Poupeau et Hervé Do Alto, « L’indianisme est-il de gauche ? », Civilisations, vol. 58, no 1,‎ 2009, p. 141-147 (lire en ligne)